# Хиспанологизам
Хиспанологизам је неуобичајена љубав и наклоност према свему шпанском, помама која се проширила француским друштвом и великим делом света уметности у 19. веку.

## Порекло
Хиспагнолизам је први пут почео да се појављује у 18. веку, што се види на фигурама попут Фрагонара. Добио је снажан подстицај од Наполеонових шпанских кампања, током рата на полуострву; и у потпуности је узела маха у француском друштву током и после 1830-их.
Писци попут Меримеа, и музичари попут Бизеа, су профитирали од Хиспагнолисме, а такође су помогли да се негује; као и сликари попут Манеа са својим ремек-делом шпанског порекла Доручак на трави.
У Британији је хиспагнолизам утицао на уметнике као што је Сарџент.
Хиспагнолизам је још увек био довољно моћан у Паризу на крају века да Пабло Пикасо финансира своје ране боравке у граду сликама борби бикова и сликама са шпанским сељачким темама.